# Phylloxylon perrieri
Phylloxylon perrieri là một loài rau đậu thuộc họ Fabaceae.
Nó chỉ được tìm thấy ở Madagascar.